# Europees kampioenschap zaalvoetbal 2012
Het Europees kampioenschap zaalvoetbal 2012 was de achtste editie van het Europees kampioenschap zaalvoetbal. Het toernooi werd gehouden van 31 januari 2012 tot en met 11 februari 2012, in Kroatië. Spanje verdedigde met succes zijn titel.

## Kandidaat-landen
De Kroatische kandidatuur werd gekozen door UEFA's uitvoerend comité, op 24 maart 2010 in Tel Aviv, Israël. De andere kandidaten waren  België en Macedonië.

## Gekwalificeerde teams
42 landen namen deel aan deze editie. Het gastland was automatisch gekwalificeerd, terwijl de overige landen kwalificatiewedstrijden moesten spelen. Het kwalificatietoernooi was opgedeeld in twee fases. In de eerste fase namen 24 landen deel aan de voorronde, waarvan de groepswinnaars zich plaatsten voor het laatste kwalificatietoernooi. De groepswinnaars en de vijf beste nummers 2 plaatsten zich voor eindtoernooi, samen met gastland Kroatië.
| Land         | Gekwalificeerd als | Vorige deelnames in toernooi1                |
| ------------ | ------------------ | -------------------------------------------- |
| Kroatië      | Gastland           | 2 (1999, 2001)                               |
| Spanje       | Winnaar Groep 1    | 7 (1996, 1999, 2001, 2003, 2005, 2007,2010)  |
| Rusland      | Winnaar Groep 2    | 7 (1996, 1999, 2001, 2003, 2005, 2007, 2010) |
| Portugal     | Winnaar Groep 3    | 5 (1999, 2003, 2005, 2007, 2010)             |
| Tsjechië     | winnaar Groep 4    | 4 (2001, 2003, 2005, 2007)                   |
| Oekraïne     | Winnaar groep 5    | 5 (1996, 2001, 2003, 2005, 2007)             |
| Italië       | Winnaar Groep 6    | 7 (1996, 1999, 2001, 2003, 2005, 2007, 2010) |
| Azerbeidzjan | Tweede Groep 1     | 1 (2010)                                     |
| Roemenië     | Tweede Groep 4     | 1 2007                                       |
| Turkije      | Tweede groep 5     | 0 (debuut)                                   |
| Slovenië     | Tweede Groep 6     | 2 (2003, 2010)                               |
| Servië       | Tweede groep 2     | 4 (1996, 1999 ,2007 , 2010)                  |

1 vet kampioen in dat jaar

## Speellocaties
| Arena      | Arena Zagreb | Spaladium Arena |
| ---------- | ------------ | --------------- |
| Foto       |              | Spaladium Arena |
| Stad       | Zagreb       | Split           |
| Capaciteit | 15.024       | 10.931          |

## Pottenindeling
De UEFA heeft de pottenindeling op 28 februari 2011 bekendgemaakt, na de kwalificaties. Gastland Kroatië was automatisch ingedeeld in groep A. De loting was gepland voor 9 september 2011, in Kroatische hoofdstad Zagreb.
| Pot 1                                                                        | Pot 2                            | Pot 3                                  |
| ---------------------------------------------------------------------------- | -------------------------------- | -------------------------------------- |
| Kroatië (Gastland, automatisch naar A1) Spanje (Titelhouder) Italië Portugal | Rusland Tsjechië Oekraïne Servië | Azerbeidzjan Roemenië Slovenië Turkije |

## Eindtoernooi

#### Groep A
| Team     | Pld | W | G | V | DV | DT | DS | Pnt |
| -------- | --- | - | - | - | -- | -- | -- | --- |
| Kroatië  | 2   | 2 | 0 | 0 | 7  | 5  | +2 | 6   |
| Roemenië | 2   | 1 | 0 | 1 | 4  | 3  | +1 | 3   |
| Tsjechië | 2   | 0 | 0 | 2 | 5  | 8  | −3 | 0   |

|                       |                         |       |           |                                                                         |
| 31 januari 2012 21:00 | Kroatië                 | 2 - 1 | Roemenië  | Spaladium Arena, Split Toeschouwers: 8,000 Scheidsrechter: Pascal Lemal |
| 31 januari 2012 21:00 | Marinović 23' Grcić 35' |       | Alpar 30' | Spaladium Arena, Split Toeschouwers: 8,000 Scheidsrechter: Pascal Lemal |

|                       |                               |       |          |                                                                        |
| 2 februari 2012 18:30 | Roemenië                      | 3 - 1 | Tsjechië | Spaladium Arena, Split Toeschouwers: 2.000 Scheidsrechter: Timo Onatsu |
| 2 februari 2012 18:30 | Dobre 17' Ignat 34' Matei 37' |       | Belej 8' | Spaladium Arena, Split Toeschouwers: 2.000 Scheidsrechter: Timo Onatsu |

|                       |                                                        |       |                                                      |                                                                 |
| 4 februari 2012 20:30 | Tsjechië                                               | 4 - 5 | Kroatië                                              | Spaladium Arena, Split Scheidsrechter: Eduardo Fernandes Coelho |
| 4 februari 2012 20:30 | Belej 24' Kopecký 35' Roman Mareš 37' Novak 38' (o.g.) |       | Grcić 9' Marinović 23', 38' Despotović 29' Novak 37' | Spaladium Arena, Split Scheidsrechter: Eduardo Fernandes Coelho |

#### Groep B
| Team     | Pld | W | G | V | DV | DT | DS | Pnt |
| -------- | --- | - | - | - | -- | -- | -- | --- |
| Spanje   | 2   | 2 | 0 | 0 | 8  | 3  | +5 | 6   |
| Oekraïne | 2   | 1 | 0 | 1 | 7  | 7  | 0  | 3   |
| Slovenië | 2   | 0 | 0 | 2 | 5  | 10 | −5 | 0   |

|                       |                                          |       |                      |                                                                         |
| 31 januari 2012 19:00 | Spanje                                   | 4 - 2 | Slovenië             | Arena Zagreb, Zagreb Toeschouwers: 5,308 Scheidsrechter: Bogdan Sorescu |
| 31 januari 2012 19:00 | Miguelín 15' Aicardo 26' Torras 29', 30' |       | Fetič 17' Mordej 37' | Arena Zagreb, Zagreb Toeschouwers: 5,308 Scheidsrechter: Bogdan Sorescu |

|                       |                                          |       |                                                          |                                                                             |
| 2 februari 2012 20:30 | Slovenië                                 | 3 - 6 | Oekraïne                                                 | Arena Zagreb, Zagreb Toeschouwers: 2.200 Scheidsrechter: Gerald Bauernfeind |
| 2 februari 2012 20:30 | Legchanov 27' (o.g.) Ursic 33' Cujec 38' |       | Klochko 5' Legchanov 8', 21', 29' Zhurba 9' Pavlenko 16' | Arena Zagreb, Zagreb Toeschouwers: 2.200 Scheidsrechter: Gerald Bauernfeind |

|                       |                 |       |                                                 |                                                       |
| 4 februari 2012 14:00 | Oekraïne        | 1 - 4 | Spanje                                          | Arena Zagreb, Zagreb Scheidsrechter: Petros Panayides |
| 4 februari 2012 14:00 | Kike 32' (o.g.) |       | Borja Blanco 4' Miguelín 16' Rafa Usín 18', 19' | Arena Zagreb, Zagreb Scheidsrechter: Petros Panayides |

#### Groep C
| Team    | Pld | W | G | V | DV | DT | DS | Pnt |
| ------- | --- | - | - | - | -- | -- | -- | --- |
| Rusland | 2   | 1 | 1 | 0 | 7  | 2  | +5 | 4   |
| Italië  | 2   | 1 | 1 | 0 | 5  | 3  | +2 | 4   |
| Turkije | 2   | 0 | 0 | 2 | 1  | 8  | −7 | 0   |

|                       |                                   |       |                |                                                         |
| 1 februari 2012 17.15 | Italië                            | 3 - 1 | Turkije        | Spaladium Arena, Split Scheidsrechter: Stephan Kammerer |
| 1 februari 2012 17.15 | Ippoliti 7', 30' Gabriel Lima 37' |       | Yasin Erdal 2' | Spaladium Arena, Split Scheidsrechter: Stephan Kammerer |

|                       |         |                                        |         |                                                                        |
| 3 februari 2012 18:30 | Turkije | 0 - 5                                  | Rusland | Spaladium Arena , Split Toeschouwers: 500 Scheidsrechter: Marc Birkett |
| 3 februari 2012 18:30 |         | Maevski 1' 8' 24' Fukin 21' Cirilo 22' |         | Spaladium Arena , Split Toeschouwers: 500 Scheidsrechter: Marc Birkett |

|                       |                      |       |                              |                                                                      |
| 5 februari 2012 20:30 | Rusland              | 2 - 2 | Italië                       | Spaladium Arena , Split Scheidsrechter: Fernando Gutiérrez Lumbreras |
| 5 februari 2012 20:30 | Fukin 4' Sergeev 17' |       | Gabriel Lima 21' Fortino 30' | Spaladium Arena , Split Scheidsrechter: Fernando Gutiérrez Lumbreras |

#### Groep D
| Team         | Pld | W | G | V | DV | DT | DS | Pnt |
| ------------ | --- | - | - | - | -- | -- | -- | --- |
| Portugal     | 2   | 2 | 0 | 0 | 6  | 2  | +4 | 6   |
| Servië       | 2   | 1 | 0 | 1 | 10 | 10 | 0  | 3   |
| Azerbeidzjan | 2   | 0 | 0 | 2 | 9  | 13 | –4 | 0   |

|                       |                                                         |       |              |                                                    |
| 1 februari 2012 21:00 | Portugal                                                | 4 - 1 | Azerbeidzjan | Arena Zagreb, Zagreb Scheidsrechter: Ivan Shabanov |
| 1 februari 2012 21:00 | Cardinal 3' Felipe 4' (o.g.) Marinho 26' Ricardinho 38' |       | Farajzade 7' | Arena Zagreb, Zagreb Scheidsrechter: Ivan Shabanov |

|                       |                                                                                       |       |                                                                             |                                                                             |
| 3 februari 2012 20:30 | Azerbeidzjan                                                                          | 8 - 9 | Servië                                                                      | Arena Zagreb, Zagreb Toeschouwers: 2.300 Scheidsrechter: Sebastian Stawicki |
| 3 februari 2012 20:30 | Felipe 1', 9' Farzaliyev 5' Jadder Dantas 11', 23', 32' Thiago 34' Bojović 39' (o.g.) |       | Bojović 6', 8', 29', 39' Rajčević 9' Kocić 22', 27' Lazić 23' Pavićević 37' | Arena Zagreb, Zagreb Toeschouwers: 2.300 Scheidsrechter: Sebastian Stawicki |

|                       |                       |       |                            |                                                   |
| 5 februari 2012 14:00 | Servië                | 1 - 2 | Portugal                   | Arena Zagreb, Zagreb Scheidsrechter: Karel Henych |
| 5 februari 2012 14:00 | Ricardinho 31' (o.g.) |       | Arnaldo 21' Pedro Cary 36' | Arena Zagreb, Zagreb Scheidsrechter: Karel Henych |

### Knock-outfase

#### Kwartfinales
|                       |                           |       |                                                                      |                                                   |
| 6 februari 2012 18:30 | Roemenië                  | 3 - 8 | Spanje                                                               | Arena Zagreb, Zagreb Scheidsrechter: Gabor Kovacs |
| 6 februari 2012 18:30 | Gherman 8', 14' Matei 25' |       | Torras 3', 19', 29' Aicardo 13', 27' Rafa Usín 16' Lin 30' Ortiz 37' | Arena Zagreb, Zagreb Scheidsrechter: Gabor Kovacs |

|                       |                      |       |                                      |                                                         |
| 6 februari 2012 21:00 | Kroatië              | 1-1   | Oekraïne                             | Spaladium Arena Split Scheidsrechter: Francesco Massini |
| 6 februari 2012 21:00 | Ovsyannikov 17' (ED) |       | Chepornyuk 30'                       | Spaladium Arena Split Scheidsrechter: Francesco Massini |
| 6 februari 2012 21:00 | Strafschoppen        |       |                                      | Spaladium Arena Split Scheidsrechter: Francesco Massini |
| 6 februari 2012 21:00 | Grcić Jelovčić Novak | 3 – 1 | Kondratyuk Zhurba Pavlenko Legchanov | Spaladium Arena Split Scheidsrechter: Francesco Massini |

|                       |                    |       |               |                                                          |
| 7 februari 2012 18:30 | Rusland            | 2 – 1 | Servië        | Spaladium Arena, Split Scheidsrechter: Danijel Janosevic |
| 7 februari 2012 18:30 | Fukin 29' Pula 34' |       | Milosavac 25' | Spaladium Arena, Split Scheidsrechter: Danijel Janosevic |

|                       |                                              |       |                |                                                  |
| 7 februari 2012 21:00 | Italië                                       | 3 – 1 | Portugal       | Arena Zagreb, Zagreb Scheidsrechter: Borut Sivic |
| 7 februari 2012 21:00 | Arnaldo 20' (e.d.) Saad Assis 29' Patias 38' |       | Ricardinho 24' | Arena Zagreb, Zagreb Scheidsrechter: Borut Sivic |

#### Halve finale
|                       |                    |       |                                             |                                                                       |
| 9 februari 2012 18:30 | Kroatië            | 2 – 4 | Rusland                                     | Arena Zagreb, Zagreb Toeschouwers: 14,300 Scheidsrechter: Borut Sivic |
| 9 februari 2012 18:30 | Marinović 27', 37' |       | Prudnikov 1' Cirilo 5' Abramov 16' Pula 21' | Arena Zagreb, Zagreb Toeschouwers: 14,300 Scheidsrechter: Borut Sivic |

|                       |            |       |        |                                                   |
| 9 februari 2012 21:00 | Spanje     | 1 – 0 | Italië | Arena Zagreb, Zagreb Scheidsrechter: Gabor Kovacs |
| 9 februari 2012 21:00 | Aicardo 6' |       |        | Arena Zagreb, Zagreb Scheidsrechter: Gabor Kovacs |

#### Kleine finale
|                        |           |       |                                    |                                           |
| 11 februari 2012 18:30 | Kroatië   | 1 - 3 | Italië                             | Zagreb Scheidsrechter: Fernando Lumbreras |
| 11 februari 2012 18:30 | Grcić 31' |       | Saad 1' Honorio 26' Mammarella 39' | Zagreb Scheidsrechter: Fernando Lumbreras |

#### Finale
|                        |          |          |                           |                                          |
| 11 februari 2012 21:00 | Rusland  | 1-3 n.v. | Spanje                    | Zagreb Scheidsrechter: Danijel Janosevic |
| 11 februari 2012 21:00 | Pula 34' |          | Lozano 40', 48' Borja 50' | Zagreb Scheidsrechter: Danijel Janosevic |